# Rauwe melk
Rauwe melk is de melk die uitgescheiden wordt via de melkklieren van een zoogdier en die nog geen bewerking heeft ondergaan als standaardiseren, koken, pasteuriseren of homogeniseren. Rauwe melk is het uitgangsproduct voor de zuivelindustrie. Bij niet gehomogeniseerde melk komt de room snel bovendrijven. Rauwe melk van koeien bevat over het algemeen meer melkvet dan gestandariseerde melk, maar dit is afhankelijk van de boerderij en van het seizoen.
Omdat de Nederlandse veestapel TBC-vrij is, is rauwe melk in principe vrijgegeven voor consumptie. Volgens de NVWA is het drinken van rauwe melk onverstandig, er zijn in het begin van de 21e eeuw diverse mensen ziek door geworden. Dit komt doordat er in rauwe melk veel bacteriën kunnen zitten, zoals campylobacter en salmonella. Boeren mogen wel rauwe melk verkopen omdat ervan uit wordt gegaan dat de kopers de melk thuis koken vóór consumptie, dat doodt de bacteriën. De NVWA pleit voor regels om te voorkomen dat bezoekers van zuivelboerderijen bekertjes rauwe melk drinken.
De verkoop van rauwe melk door de producent rechtstreeks aan de consument is in Nederland geregeld in paragraaf vijf van het Warenwetbesluit hygiëne van levensmiddelen. Bij ieder verkooppunt is een duidelijk leesbare vermelding verplicht dat rauwe melk voor gebruik gekookt dient te worden.
Rauwe melk vormt ook de basis voor rauwmelkse kaas. Met name zwangere vrouwen, bepaalde ouderen en jonge kinderen wordt ontraden zachte varianten te eten zoals brie, roquefort, gorgonzola en camembert. In het algemeen is het riskant rauwmelkse kazen te eten die een rijping hebben ondergaan, zoals schimmelkazen. 